# NGC 7288
NGC 7288 је лентикуларна галаксија у сазвежђу Водолија која се налази на NGC листи објеката дубоког неба.
Деклинација објекта је - 2° 53' 5" а ректасцензија 22h 28m 14,9s. Привидна величина (магнитуда) објекта NGC 7288 износи 13,0 а фотографска магнитуда 13,9. NGC 7288 је још познат и под ознакама MCG -1-57-13, MK 912, IRAS 22256-0308, PGC 68933.